# تام، دیک و هری (فیلم ۱۹۴۱)
تام، دیک و هری (انگلیسی: Tom, Dick and Harry) فیلمی به کارگردانی گارسون کنین است که در سال ۱۹۴۱ منتشر شد. از بازیگران آن می‌توان به جینجر راجرز، جرج مورفی، بورگس مریدیت و فیل سیلورز اشاره کرد.